# 梅特伦
梅特伦是德国北莱茵-威斯特法伦州的一个市镇。总面积40.23平方公里，总人口6332人，其中男性3167人，女性3165人（2011年12月31日），人口密度157人/平方公里。